# Libertia
Libertia es un género de plantas herbáceas, perennes, rizomatosas, de hojas lineares perteneciente a la familia Iridaceae. Comprende 35 especies descritas y de estas, solo 15 aceptadas.

## Descripción
El follaje es usualmente verde pero también puede ser rojo o amarillo dependiendo de la especie considerada. Las flores son pequeñas, el perigonio está compuesto por 6 tépalos libres en la base, extendidos, obovados, siendo los 3 exteriores más pequeños y cortos que los interiores. Los estambres se hallan insertos en la base de los tépalos. El ovario es ínfero, el estilo presenta 3 ramas filiformes alternas con los estambres. El fruto es una cápsula trivalva. Las flores, blancas o azules, se disponen en fascículos paniculados.

## Distribución
Libertia comprende  especies distribuidas en Nueva Zelanda, Australia, Nueva Guinea y los Andes de Sudamérica. 

## Taxonomía
El género fue descrito por Curt Polycarp Joachim Sprengel y publicado en Systema Vegetabilium, editio decima sexta 1: 127. 1825[1824].
Citología
El número cromosómico básico es x= 19.
Etimología
El nombre del género está dedicado a la botánica belga Anne-Marie Libert (1782-1865).

## Especies aceptadas
A continuación se brinda un listado de las especies del género Libertia aceptadas hasta octubre de 2014, ordenadas alfabéticamente. Para cada una se indica el nombre binomial seguido del autor, abreviado según las convenciones y usos.	
- Libertia chilensis (Molina) Gunckel
- Libertia colombiana R.C.Foster
- Libertia cranwelliae Blanchon, B.G.Murray & Braggins
- Libertia edgariae Blanchon, B.G.Murray & Braggins
- Libertia falcata Ravenna
- Libertia flaccidifolia Blanchon & J.S.Weaver
- Libertia grandiflora (R.Br.) Sweet
- Libertia insignis Ravenna
- Libertia ixioides (G.Forst.) Spreng.
- Libertia mooreae Blanchon, B.G.Murray & Braggins
- Libertia paniculata (R.Br.) Spreng.
- Libertia peregrinans Cockayne & Allan
- Libertia pulchella (R.Br.) Spreng.
- Libertia sessiliflora (Poepp.) Skottsb., denominada en Chile achupalla[4]
- Libertia tricocca Phil.